# Glossosoma tunceliensis
Glossosoma tunceliensis är en nattsländeart som beskrevs av Sipahiler in Sipahiler och Malicky 1987. Glossosoma tunceliensis ingår i släktet Glossosoma och familjen stenhusnattsländor. Inga underarter finns listade i Catalogue of Life.